# Transmisoginia

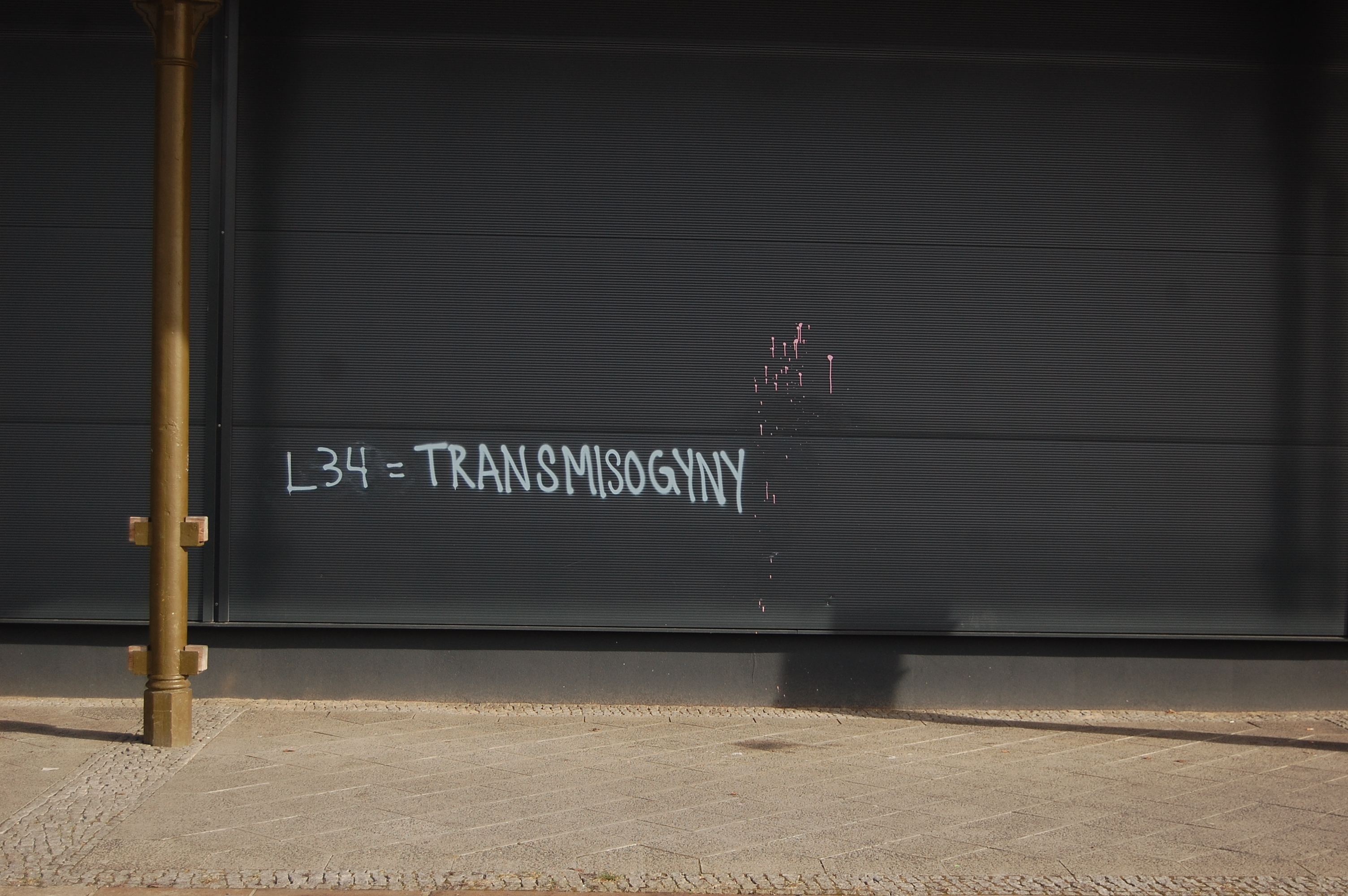
Grafiti que acusa a los okupas de la casa Liebigstraße 34 en Berlín de transmisoginia.

La transmisoginia (en ocasiones trans-misoginia) es una intersección entre la transfobia y la misoginia. El término fue acuñado por Julia Serano en su libro de 2007 Whipping Girl y usado para describir la discriminación única que enfrentan las mujeres trans y las personas no binarias en el espectro transfemenino de género a causa de la «suposición de que la feminidad es inferior y existe principalmente para el beneficio de la masculinidad», y de forma que la transfobia intensifica la misoginia enfrentada por las mujeres trans (y viceversa). La transmisoginia es un concepto central en el transfeminismo y es comúnmente visto en la teoría feminista interseccional. Su concepto es similar a la transmisandria y la discriminación contra las personas no binarias.

## Causas

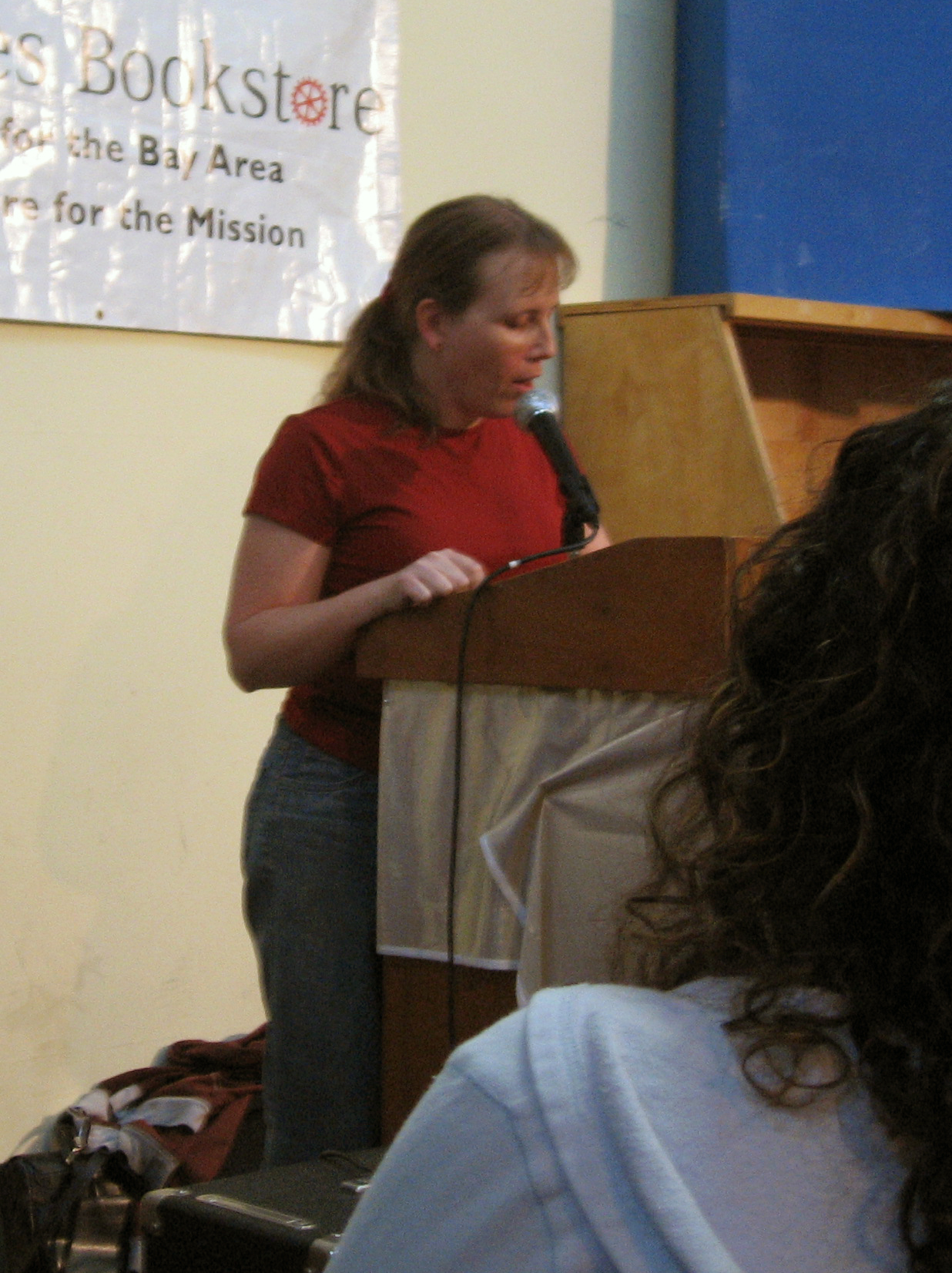
Julia Serano acuñó el término «transmisoginia».

La transmisoginia es generalmente entendida como fruto de la creencia social de que los hombres son superiores a las mujeres. En Whipping Girl, Julia Serano escribe que la existencia de las mujeres trans es vista como una amenaza para una «jerarquía de género centrada en el hombre, en la que se supone que los hombres son mejores que las mujeres y que la masculinidad es superior a la feminidad.» La teórica sexual Judith Butler hace eco de esta hipótesis, afirmando que el asesinato de mujeres trangénero es «un acto de poder, una manera de reafirmar la dominación [...] El asesinato establece al asesino como soberano en el momento en que mata.»
Las mujeres trans también son vistas como una amenaza a la heterosexualidad de los hombres cisgénero. Se ha observado en obras artísticas que mujeres transgénero como Dil, de la película de 1992 Juego de lágrimas, invocan la indignación y la transfobia masculina en el público cuando su supuesta «verdadera» masculinidad es revelada, siendo calificadas con el adjetivo de «engañadores».

## Sexualización y acoso
Julia Serano ha afirmado que muchas mujeres trans experimentan una capa adicional de misoginia en forma de fetichización. Señala que, a pesar de la transición, las mujeres trans siguen siendo comúnmente percibidas como hombres; sin embargo, rara vez son sexualizadas como tales. En la industria del porno, cuyo público objetivo son principalmente los hombres heterosexuales, las mujeres trans se presentan en gran medida como objetos sexuales y no como "depredadoras".
Según Serano, la sexualización de las mujeres trans no se debe únicamente a que las mujeres trans, por la naturaleza de su relativa rareza, sean vistas como "exóticas": señala que las mujeres trans se sexualizan especialmente en comparación con otros tipos de mujeres "raras". En Whipping Girl, Serano escribe sobre lo que ella llama una "dicotomía depredador-presa" en la que "los hombres son invariablemente vistos como depredadores y las mujeres como presas". Debido a este punto de vista, se percibe que las mujeres trans atraen a los hombres mediante la transición y "se convierten en objetos sexuales a los que ningún hombre de sangre roja puede resistirse".

## Relación con la transfobia
La transmisoginia es diferente a la transfobia en tanto que la transmisoginia se centra en la discriminación de las mujeres trans en particular. Transfobia es un término más general que cubre un espectro mayor de discriminación y opresión hacia todas las personas transgénero independientemente de su género. Julia Serano escribe en Whipping Girl:
«Cuando la mayoría de bromas hechas a costa de las personas trans se centran en "hombres con vestidos" u "hombres que quieren cortarse el pene", eso no es transfobia - es transmisoginia. Cuando la mayoría de violencia y de agresiones sexuales hacia personas trans son dirigidas hacia las mujeres trans, eso no es transfobia - es transmisoginia»